# Miles Joseph Berkeley
Pour les articles homonymes, voir Berkeley.
Le révérend Miles Joseph Berkeley est un homme d’Église et un botaniste britannique, né le 1er avril 1803 à Biggin Hall près d'Audle et mort le 30 juillet 1889 à Sibbertoft.

## Biographie

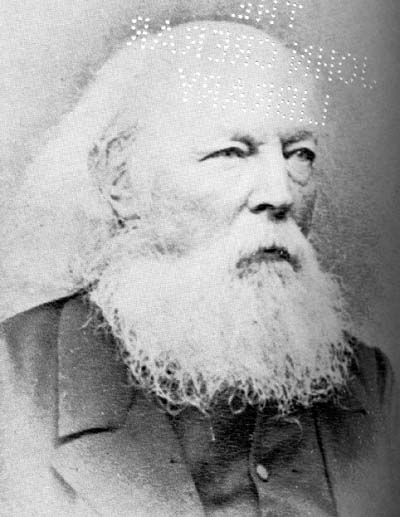
Miles Joseph Berkeley.

Il est le fils de Charles Berkeley. Il obtient son Bachelor of Arts au Christ’s College de Cambridge, son Master of Arts en 1828. Il est ordonné diacre en 1826 et prêtre en 1827. Il est curé de l’église St. John à Margate de 1829 à 1833, puis à Apethorpe et Woodnewton (dans le Northamptonshire de 1833 à 1868, diacre de Rothwell de 1853 à 1868, enfin vicaire à Sibbertoft à partir de 1868.
Il collabore avec l’université de Londres de 1865 à 1870 et de 1873 à 1878. Il est membre de la Royal Horticultural Society, de la Royal Society (en 1879, il reçoit la médaille de la Société, la Royal Medal, en 1863), de la Linnean Society of London, et d’autres sociétés savantes. Berkeley est considéré comme le père de la mycologie britannique et a décrit de très nombreuses espèces. Son herbier de près de 10 000 espèces de champignons (dont environ 5 000 qu'il a décrites) est conservé dans les collections des Jardins botaniques royaux de Kew.
Berkeley est notamment l’auteur de :
- Gleanings of British Algae (1833).
- Il signe le tome VI sur les champignons de l’English Botany (1836) de James Edward Smith (1759-1828).
- Introduction to cryptogamic botany (H. Baillière, Londres, 1857).
- Outlines of British fungology, containing characters of above a thousand species of fungi and a complete list of all that have been described as natives of the British isles (L. Reeve, Londres, 1860).
- Handbook of British mosses comprising all that are known to be natives of the British Isles (L. Reeve, Londres, 1863).